# Council Hill (Oklahoma)
Council Hill es un pueblo ubicado en el condado de Muskogee en el estado estadounidense de Oklahoma. En el año 2010 tenía una población de 158 habitantes y una densidad poblacional de 197,5 personas por km².

## Geografía
Council Hill se encuentra ubicado en las coordenadas 35°33′19″N 95°39′7″O / 35.55528, -95.65194 (35.555141, -95.652076).

## Demografía
Según la Oficina del Censo en 2000 los ingresos medios por hogar en la localidad eran de $20,500 y los ingresos medios por familia eran $21,875. Los hombres tenían unos ingresos medios de $37,917 frente a los $37,500 para las mujeres. La renta per cápita para la localidad era de $9,018. Alrededor del 30.1% de la población estaban por debajo del umbral de pobreza.